# Colobanthus quitensis
Colobanthus quitensis (pêra-da-antártida) é uma das duas plantas nativas encontradas na região antártica. Tem flores amarelas e cresce cerca de 5 cm (duas polegadas) de altura, com um hábito de crescimento semelhante a uma almofada que lhe confere uma aparência semelhante a musgo.
Dentro da Antártida, devido às mudanças climáticas, mais sementes estão germinando, criando um grande número de mudas e plantas. Os relatórios indicam um aumento de cinco vezes nessas plantas, que ampliaram as suas faixas para o sul e cobrem áreas mais extensas, onde quer que sejam encontradas. A Deschampsia antarctica (antártica) é a única outra planta nativa da região.